# 玄海 (プロレスラー)
玄海（げんかい、1977年2月8日 - ）は、日本のプロレスラー。本名：川内 大裕（かわうち だいゆう）。

## 経歴

### 川内大裕
1998年10月25日、プロレスリング華☆激矢部村民体育館大会で川内大裕として対婆沙羅戦でデビュー。
2001年1月、華☆激を退団。

### 秀吉
2005年4月、リングネームを覆面レスラー「秀吉」に改名して大阪プロレスに参戦して政宗とのタッグチーム「戦国タッグ」を結成。同年、大阪プロレスと専属フリー契約を結ぶ。7月23日、ビリーケン・キッド&ペロ組に勝利して政宗と共に大阪プロレスタッグ王座を獲得。7月29日、「大阪タッグフェスティバル」に政宗とタッグを組んで出場して優勝。
2006年8月6日、王座決定戦に勝利してキッドと共に大阪プロレスタッグ王座を獲得。
2007年2月12日、GAINA&ゼウス組に勝利して政宗と共に大阪プロレスタッグ王座を獲得。
2008年7月26日、タイガースマスクに勝利して大阪プロレス王座を獲得。
2013年3月30日、大阪プロレスを退団。6月15日、道頓堀プロレスに信玄として参戦。

### 玄海
7月15日、マスクを脱ぎリングネームを玄海に改名して九州プロレスに入団。同日、阿蘇山に勝利して第3代九州プロレス王座を獲得。
2016年12月4日、王座決定トーナメントに優勝してHUBと共に九州プロレスタッグ王座を獲得。

## 得意技
玄界灘
玄海改名後に使用し始めた新技。
荒波
ローリングラリアットと同型。
雷槌
ジャックハマーと同型。
落城
リフトアップスラムの体勢から相手の両脚を掴んでフェイスバスターの形で落とす技。雪崩式で行うこともある。
炎城
オクラホマ・スタンピードの体勢に相手の体を担ぎ、相手の体を横方向に旋回させてからロック・ボトムの形に落とす技。GREAT MUTA（通称・偽ムタ）のトルネード・クローズラインと同型。
奈落
F5と同型。
打ち首
パントキックと同型
刀狩
コブラクラッチ式のキャメルクラッチ。クロスフェイスのようにうつ伏せ相手のサイドから行うこともある。なお、素顔で戦っていた時は「博多一本締め」という名称で使用していた。
刀狩・改
刀狩とSTFの複合技で、STFの体勢から相手の脚をステップオーバー・トーホールドに固めたままの状態で相手の首を刀狩の体勢にロックする。
零式刀狩
刀狩に胴締めを加えた技。2009年7月18日のタッグタイトル戦で初披露された。この技でタイガースをギブアップさせ、タイトル奪還に成功している。
撃鉄
相手の股下に頭を差し込んで体を持ち上げ、前方に背中から叩き落とす技。ハードコア・ホーリーのアラバマ・スラムと同型。
いつものやつ
相手をコーナーに追い詰めてから、串刺し式の逆水平チョップ、ショートレンジラリアット、「いつもの奴行くぞー！！」のアピールから連続ショートレンジラリアットを浴びせる一連のムーブ。
槍撃
スピアー
一刀
地獄突きと同型。
ペディグリー
フロントスープレックス
ラリアット
トラースキック
フライングフォーアーム
各種キック

## 入場曲
- 初代 : 戦国（クリタカ）
- 2代目 : GENKAI WARS（JERONIMO BROTHERS）

## タイトル歴
- 大阪プロレス王座（第14代）
- 大阪プロレスタッグ王座（第11代、第16代、第23代）
- 大阪タッグフェスティバル優勝
- 九州プロレス王座（第3代、第6代、第8代、第10代）
- 九州プロレスタッグ王座（初代、第5代）
- 博多華味鳥杯1DAYタッグトーナメント優勝（2016年、2020年）